# 插旗镇
插旗镇，中华人民共和国湖南省岳阳市华容县下属的一个镇，位于华容县东南部，藕池河东支北岸。202省道经过县境。

## 建制沿革
- 1956年，设插旗乡；
- 1958年，属幸福公社；
- 1961年，设插旗公社；
- 1984年，改称插旗镇。

## 行政区划
插旗镇下辖1个居委会与18个行政村：
- 向阳街居委会
- 舒新村、保南村、千和村、注北村、引河村、众城村、遗爱村、北垸村、小湾村、曙光村、大湾村、禹洲村、新顶村、鼎丰村、新联村、月湖村、莲湖村、插旗村
- 农渔场、桔园、桑场